# Pogum (album)
Pogum je prvi studijski album skupine Prizma. Album je bil posnet v avgustu in septembru 1979 v studiu Akademik, v Ljubljani in izdan istega leta pri založbi ZKP RTV Ljubljana.

## Seznam skladb
| A stran | A stran     | A stran                       | A stran |
| Št.     | Naslov      | Pisec                         | Dolžina |
| ------- | ----------- | ----------------------------- | ------- |
| 1.      | „Pogum‟     | Danilo Kocjančič/Drago Mislej | 3:26    |
| 2.      | „TV‟        | Franci Čelhar/Drago Mislej    | 3:42    |
| 3.      | „Tujca‟     | Franci Čelhar/Drago Mislej    | 4:15    |
| 4.      | „Zasidran‟  | Danilo Kocjančič/Drago Mislej | 3:00    |
| 5.      | „Hlad voda‟ | Franci Čelhar/Daniel Levski   | 4:57    |

| B stran | B stran           | B stran                       | B stran |
| Št.     | Naslov            | Pisec                         | Dolžina |
| ------- | ----------------- | ----------------------------- | ------- |
| 1.      | „Stare slike‟     | Franci Čelhar/Drago Mislej    | 4:15    |
| 2.      | „Senca‟           | Danilo Kocjančič/Drago Mislej | 4:05    |
| 3.      | „Od enih do treh‟ | Danilo Kocjančič/Drago Mislej | 4:10    |
| 4.      | „Kralj Matjaž‟    | Danilo Kocjančič/Drago Mislej | 3:41    |
| 5.      | „Dan končan‟      | Franci Čelhar/Drago Mislej    | 4:20    |

## Zasedba
Prizma
- Ladi Mljač – solo vokal, bobni, tolkala
- Igor Kos – kitara, vokal
- Danilo Kocjančič – bas kitara, vokal
- Franci Čelhar – klaviature, vokal

Dodatni glasbeniki
- Dario Vatovac - tolkala na vseh razen B4 in B5
- Gianfranco Venucci - klaviature na B2
- Nada Žgur - vokal na A4